# Expérience de Chadwick
Pour les articles homonymes, voir Chadwick.
En 1930, les Allemands Walther Bothe et Herbert Becker étudient le rayonnement cosmique. Ils découvrent alors que des éléments chimiques légers (comme le béryllium) bombardés par des particules alpha (noyaux d'hélium) émettent des rayons ultra-pénétrants qu'ils supposent appartenir au domaine gamma du spectre, mais qui sont paradoxalement beaucoup plus énergétiques que ceux émis par les noyaux radioactifs ou dans les transmutations nucléaires.
En 1931, intrigués par ces résultats, les Français Irène et Frédéric Joliot-Curie cherchent à comprendre la réelle nature de ce rayonnement dit de Bothe-Becker et découvrent qu'il a la propriété de pouvoir mettre en mouvement des noyaux atomiques (et en particulier des protons). Tout à fait logiquement, ils interprètent le phénomène comme un effet Compton entre l'élément léger et des rayons gamma dont ils estiment l'énergie - démesurée pour l'époque - à 50 MeV.
En 1932, en Angleterre, James Chadwick — peut-être le plus brillant des disciples d'Ernest Rutherford — confirme et utilise les résultats précédents pour aller plus loin en essayant de mesurer l'énergie des noyaux ejectés lors du bombardement des noyaux de béryllium par des particules alpha  ; il arrive assez vite à la conclusion que le rayonnement ultra-pénétrant observé ne peut être un rayonnement gamma d'énergie incroyablement élevée, mais un rayonnement matériel, composé de particules de masse voisine de celle du proton, mais de charge électrique nulle (c'est-à-dire qui n'est pas déviée dans un champ électrique ou magnétique). Le neutron venait d'être découvert.
4He(α) + 9Be → 12C + 1n
Ce fut le 3 juin 1920 que Chadwick entendit Rutherford, dans le cercle des habitués des Bakerian Lectures de la Royal Society, formuler l’idée d’une sorte d’atome de masse protonique et de charge nulle qui n’était pas l’hydrogène : cet objet, n’étant pas sujet aux répulsions électriques que subissaient les protons et les particules alpha, devait pouvoir s’approcher des noyaux et y pénétrer facilement. Chadwick se souvint 12 ans plus tard de cette communication, quand il eut à interpréter les résultats de ses expériences.